# Міжнародний астрономічний союз
Міжнародний астрономічний союз (МАС, англ. International Astronomical Union, IAU) — міжнародна організація, що об'єднує астрономічні співтовариства всього світу. Заснована в липні 1919 року в Брюсселі (Бельгія).

## Склад і організація
Станом на 2009 рік, МАС складається з країн-членів (представлених національними академіями або іншими неурядовими установами) і 10 144 індивідуальних членів. Союз включає 68 національних членів. СРСР увійшов до МАС 1935 року, Україна, представлена НАНУ, приєдналася в 1993-му.
Разом із подібними організаціями в інших галузях науки МАС належить до Міжнародної ради наукових спілок, штаб якої розміщується в Парижі.
У союзі діють Центральне бюро астрономічних телеграм і Центр малих планет, розташовані в Смітсонівській астрофізичній обсерваторії.
Робочими органами МАС є комісії з окремих проблем астрономії. У складі МАС діє понад 40 постійних комісій та Виконавчий комітет.
Деякі комісії утворюють робочі групи для вирішення окремих завдань.

## Історія
Історію створення МАС можна простежити, починаючи від міжнародного співробітництва за проєктом «Карта неба». 1887 року постійна комісія з фотографічної карти неба поширила свої інтереси й на інші розділи астрономії і тому може вважатися фундатором МАС.
МАС був заснований 1919 року як об'єднання різних міжнародних проєктів, включаючи «Карту неба» (фр. Carte du Ciel), Сонячний союз і Міжнародне бюро часу. Першим президентом союзу став Бенжамен Байо (1919—1922). Пітер ван Рейн був президентом з 1932 до 1958 року.
Перші 50 років історії Союзу добре зафіксовані. Подальша історія записується у вигляді спогадів про минулих президентів ІАУ та генеральних секретарів. В інформаційному бюлетені № 100 12 із 14 колишніх генеральних секретарів (з 1964 року, кожен перебував на посаді три роки між Генеральними асамблеями) згадують історію МАС із її труднощами, зокрема, взаємодію з посадовцями радянського блоку, із грецькою військовою хунтою, розповідають про причини ухвалення непопулярних рішень на додатковій надзвичайній генеральній асамблеї в Польщі на відзнаку 500-річчя Миколая Коперника (у лютому 1973 року, одразу після чергової генеральної асамблеї в Австралії). Шість минулих президентів IAU в період 1976—2003 рр. також внесли свої спогади в інформаційному бюлетені IAU № 104.
У 2015 та 2019 роках Союз провів конкурси NameExoworlds, а в 2024 році — конкурс Name a Quasi-Moon.

## Діяльність
Раз на три-чотири роки (перерва була тільки в роки війни) в одній із країн учасниць відбуваються Генеральні асамблеї (з'їзди), регулярно організуються симпозіуми та колоквіуми фахівців.
МАС визнаний як найвища міжнародна інстанція в розв'язанні астрономічних питань, які потребують співпраці та стандартизації, як-от офіційні назви астрономічних тіл і деталей на них. IAU також сприяє проведенню астрономічних спостережень у країнах, що розвиваються.

### Рішення МАС
- На першому засіданні Генеральної асамблеї МАС у 1922 було запроваджено поділ неба на 88 сузір'їв, виключено деякі сузір'я й спрощено назви інших, визначено обриси сузір'їв. Остаточні межі сузір'їв було встановлено 1928 року. Межі було проведено уздовж небесних паралелей і кіл схилень у координатах на епоху 1875 року. Внаслідок прецесії координатна сітка поступово зсувається, і межі сузір'їв перестали збігатися з напрямками кіл схилень та небесних паралелей, тому в пізніших атласах вони мають невеликий скіс щодо координатної сітки. У різних народів у різні часи принцип поділу зоряного неба був різний: в IV столітті до н. е. в Китаї небо поділяли на 122 сузір'я, які включали 809 зір, у XVIII столітті в Монголії було 237 сузір'їв; в «Альмагесті» Клавдія Птолемея описано 47 сузір'їв північної півкулі, збережених у цьому списку, а інші сузір'я було названо Йоганом Баєром, Яном Гевелієм, А. Ройє, Ніколя Лакайлем та іншими пізніше.
- 1930 року МАС ухвалив офіційне рішення вважати Плутон планетою.
- 23 липня 2003 року на Генеральній асамблеї МАС в Сіднеї (Австралія) було прийнято резолюцію про проголошення 2009 року Міжнародним роком астрономії.
- 2006 року у зв'язку з відкриттям значної кількості досить великих об'єктів у поясі Койпера МАС формалізував поняття «планета» і запровадив поняття «карликова планета». МАС ухвалив рішення вважати Плутон «карликовою планетою»[15].
- 11 червня 2008 року МАС оголосив про запровадження поняття плутоїд. До плутоїдів було віднесено карликові планети Плутон і Ерида, а пізніше — Макемаке й Гаумеа. Слід зазначити, що карликова планета Церера плутоїдом не є[16][17].
- Навесні 2023 року, згідно з повідомленням наукового видання Astronomy&Astrophysics, науковці Міжнародного астрономічного союзу попередили суспільство, що супутники системи Starlink можуть перешкодити досліджувати космос. Супутники випромінюють сигнали на частотах між 110 і 188 МГц. На переконання вчених, це може завадити вивчати радіоастрономію, оскільки саме цю частоту використовують супутники низхідного зв'язку. Науковці попереджають, що щороку кількість супутників Starlink збільшується і вони дедалі більше впливають на космос. Щоправда, зараз вплив не такий очевидний, але з часом він може посилитись[18][19].